# Great Place to Work
Great Place To Work est la marque commerciale de la société Best Workplaces France.
Elle est spécialisée dans la mesure de la Qualité de Vie au Travail (QVT). Le label est controversé.

## Activité et méthodologie
Son objectif est de décerner une certification Great Place to Work à des entreprises où il fait bon travailler.  
En 2011, Michael Burchell et Jennifer Robin publient un ouvrage « qui leur permet de "vendre" leur activité ». 
En collaboration avec Le Figaro, l'entreprise décerne tous les ans un prix des entreprises françaises « où il fait bon travailler », les Best Workplaces France. Depuis 2020, le cabinet présente, en partenariat avec le Think Tank « Marie Claire Agir pour l'Egalité », sa première liste des Best Workplaces For Women en France. L'une des conditions pour apparaitre sur la liste est d'avoir 33% de femmes ou plus au sein de la société.

## Critiques
En tant que label certifiant des entreprises, l'étiquette Great Place to Work est controversée : elle est obtenue en payant, s'appuie sur une méthodologie contestable (l'entreprise cliente établit elle-même un dossier de « bonnes pratiques » qui compte pour un tiers de la note de la labellisation), et est fréquemment accusée d'être une simple manœuvre marketing pour se donner une bonne image,
Plusieurs résultats surprennent : le cabinet Ernst & Young, connu pour ses conditions de travail très stressantes est néanmoins labellisé Great Place to Work.
France Info s'interroge sur la labellisation Great Place to Work de McDonald's, alors que plus d'une dizaine de grèves pour dénoncer les conditions de travail ont eu lieu.
La labellisation de Deliveroo a également surpris.